# Obeckov
Obeckov (in ungherese Ebeck) è un comune della Slovacchia facente parte del distretto di Veľký Krtíš, nella regione di Banská Bystrica.